# Teixidor del Sahel
El teixidor del Sahel (Anthoscopus punctifrons) és una espècie d'ocell de la família dels remízids (Remizidae).

## Hàbitat i distribució
Habita sabanes i boscos del nord de l'Àfrica subsahariana, al Senegal, Gàmbia, sud de Mauritània, de Mali i de Níger, Nigèria, Camerun, àrea del Llac Txad, centre del Sudan, nord-oest d'Etiòpia i Eritrea.